# Rede Nacional de Transporte de Electricidade
Die Rede Nacional de Transporte de Electricidade — Empresa Pública (EP) (portugiesisch für: Nationales Netz zum Transport von Elektrizität, Staatsunternehmen), kurz RNT, ist der staatliche Übertragungsnetzbetreiber für die Energieversorgung Angolas. Das Staatsunternehmen untersteht dem Ministério da Energia e Águas, dem angolanischen Ministerium für Energie und Wasser.

## Geschichte
Für die Geschichte der Stromversorgung in Angola siehe PRODEL#Geschichte
Die RNT entstand mit dem Dekret Nr. 305/14 vom 20. November 2014, mit dem der bisherige staatliche Stromversorger Empresa Nacional de Electricidade de Angola (ENE) aufgelöst wurde und in den Netzbetreiber RNT, den Stromversorger PRODEL und den Vertrieb ENDE aufgesplittet wurde, alle weiterhin Staatsbetriebe. Die RNT trat dabei die Nachfolge der bisherigen Transportabteilung der ENE an, der Unidade de Negócio de Transporte, und übernahm alle Einrichtungen und Mitarbeiter.
Im Zuge des staatlichen Projektes Angola Energia 2025 wachsen auch Ausdehnung und Transportleistung des Stromnetzes der RNT, das bis 2027 schließlich alle Landesteile erreichen soll. In dem Zuge soll auch die Integration alle Teilnehmerstaaten des gemeinsamen Strommarktes des südlichen Afrikas (Southern African Power Pool, SAPP) vorangetrieben werden. Sobald alle Teilnehmerstaaten ausreichend verbunden sind, verspricht sich die RNT auch Erlöse aus dem Export der überschüssigen Energie, die die angolanischen Kraftwerke über den Landesbedarf hinaus produzieren. Absprachen zur besseren und schnelleren Verbindung der Netze waren das wesentliche Thema des 55. Treffens des Exekutivkomitees des SAAPs, das die RNT am 17. Oktober 2023 ausrichtete.

## Technische Daten

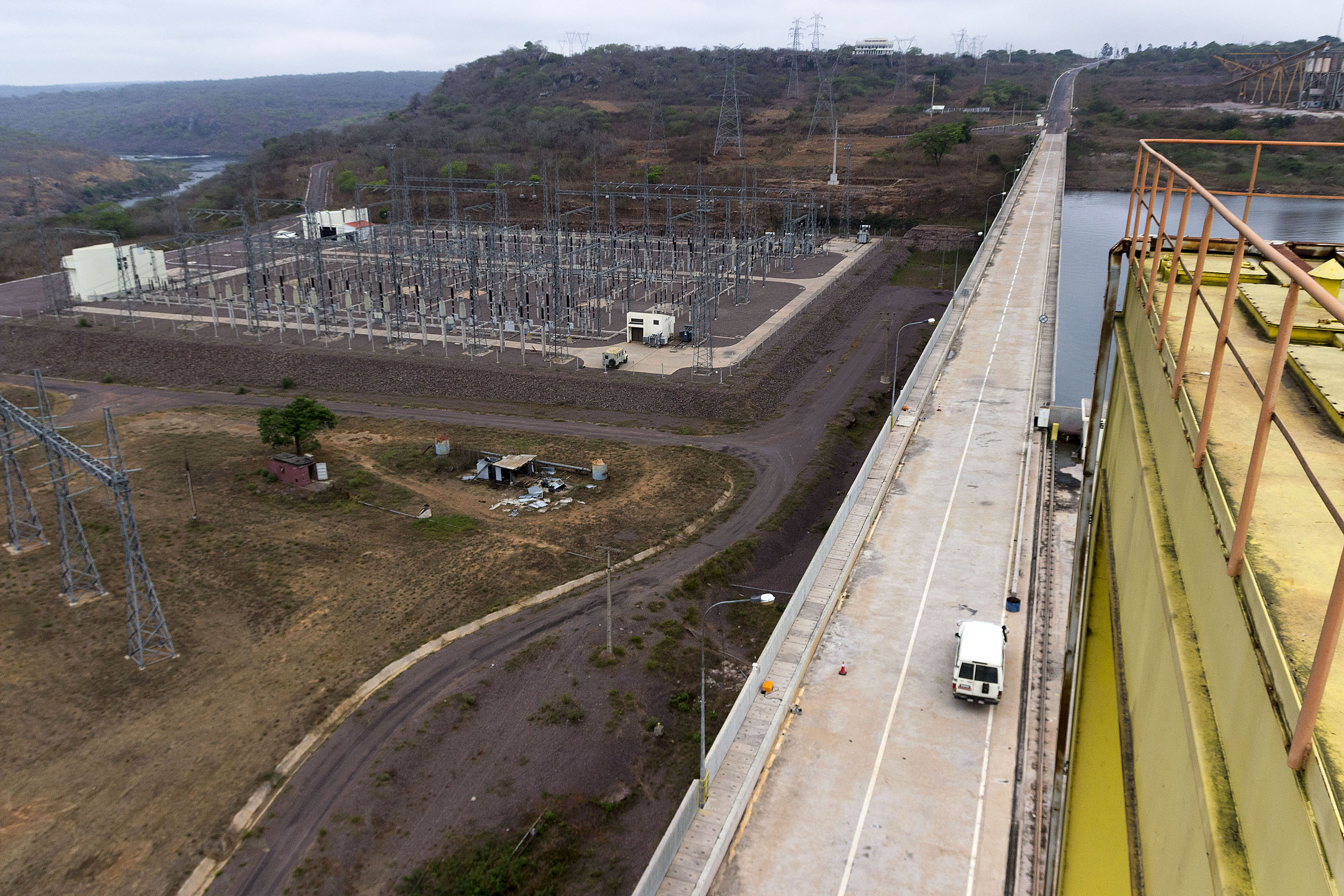
Umspannwerk an der Talsperre Capanda (2013).

Seit 2017 betreibt der angolanische Staat einen forcierten Ausbau seiner Energieversorgung. Dazu schuf die Regierung das Projekt Angola Energia 2025, mit dem zwischen 2018 und 2025 die Energieversorgung des Landes umfassend ausgebaut und alle Provinzen Angolas in einem gemeinsamen Netz verbunden werden sollen. Das Stromtransportnetz der RNT ist naturgemäß der wesentliche Faktor dieses Plans.
Waren es 2013 erst 2.850 km Stromleitungen und Hochspannungsleitungen, so betreute die RNT 2021 bereits ein Netz mit einer Gesamtlänge von 6.066,77 km, davon:
- 2.223,74 km mit 400 kV
- 3.304,63 km mit 220 kV
- 190,4 km 150 kV
- 57 km mit 132 kV und
- 291 km mit 220 kV.

Sie betrieb 38 Umspannwerke mit einer Transformationsleistung von insgesamt 10.698,3 MVA.
Gemäß Plan werden am Ende des Projektes Angola Energia 2025 Stromleitungen von insgesamt 16.350 km mit insgesamt 152 Umspannwerken in Betrieb sein.